# Veia marginal direita
A veia marginal direita é uma veia do coração.